# Ogcodes borealis
Ogcodes borealis este o specie de muște din genul Ogcodes, familia Acroceridae, descrisă de Cole în anul 1919. Conform Catalogue of Life specia Ogcodes borealis nu are subspecii cunoscute.